# 綏陽駅
綏陽駅（すいようえき）とは、中華人民共和国黒竜江省牡丹江市東寧市綏陽鎮に位置する浜綏線の駅。駅は1899年に建設され、以前は六駅、小水芬駅と呼ばれていた。 現在はハルビン鉄道局の管轄下にあり、四級駅である。

## 歴史
- 1899年　開業。

## 隣の駅
中華人民共和国鉄道部
浜綏線
細鱗河駅 - 綏陽駅 - 綏芬河駅
座標: 北緯44度25分10秒 東経130度53分13秒 / 北緯44.41935度 東経130.886869度